# Solar del Cerro Shopping
El Solar del Cerro Shopping es un centro comercial de Yerba Buena, Tucumán, Argentina. Este se ubica sobre la avenida Aconquija de la mencionada localidad, considerado el primer centro comercial a cielo abierto de la provincia.

## Historia
En el sitio del actual centro comercial se encontraban las Casas Christie y Cossío, las cuales fueron incluidas dentro del complejo. La construcción empezó en 2005, siendo inaugurado el 17 de julio de 2008. Las obras tuvieron un costo de ARS 30.000 000, planificado por la empresa Atrio Arquitectura y el arquitecto Pablo Kantarovsky.
Entre 2017 y 2018 se realizó una remodelación del centro comercial por parte de Aldo Volpe Arquitectos. Los trabajos consistieron en cerrar las galerías con vidrios para poder climatizarlas, modificando el acceso por avenida Aconquija y construyendo ventanales en vidrieras de los locales comerciales. Además se agregaron juegos infantiles, veredas, jardines colgantes, se eliminaron edificaciones sobre calle Pringles para facilitar el libre uso de la comunidad y se revalorizaron las casas Cossío y Christie.

## Descripción
El Solar del Cerro Shopping se extiende sobre 14793 m2, teniendo 3 plantas y un subsuelo, el cual funciona como estacionamiento para 170 vehículos. Posee 65 locales comerciales ubicados en la planta baja y primer piso, patio de juegos y demás locales comerciales infantiles en el segundo piso y tercer piso. Las 5 salas de cine se hallan en la primera planta, contando con capacidad para 800 personas (160 por sala) junto a un Candy Bar. Asimismo, en las casas Cossío y Christie se desempeña un establecimiento de venta de tecnología e informática y de indumentaria y exposición de arte respectivamente.